# System S24
System S24 (S24) – system teleinformatyczny umożliwiający elektroniczną rejestrację podmiotów gospodarczych, takich jak np. spółka z o.o., spółka komandytowa, spółka jawna za pomocą Internetu. Opcja ta jest dostępna od 1 stycznia 2012 roku i jej funkcjonowanie regulują przepisy zawarte w Kodeksie Spółek Handlowych. Całokształt procedury rejestracyjnej jest prosty, ponieważ wymaga zwykle jedynie posługiwania się dostępnymi na platformie wzorami dokumentów i wniosków. Istnieje też możliwość wczytania dokumentów zewnętrznych. Nazwa systemu wywodzi się od czasu trwania owej rejestracji przez Internet, ponieważ trwa ona zaledwie 24 godziny i nie generuje żadnych dodatkowych opłat oprócz opłaty sadowej i za ogłoszenie w MSiG, która jest jednak niższa, niż w przypadku tradycyjnej rejestracji.

## Dokonanie wpisu
Do złożenia wniosku rejestracyjnego za pośrednictwem systemu S24 niezbędne jest posiadanie konta na platformie teleinformatycznej ePUAP, jak również elektronicznego podpisu. Należy pamiętać, iż do przeprowadzenia procesu rejestracji za pomocą systemu S24 nie jest wymagane wcześniejsze wniesienie wkładów na pokrycie wymaganego minimalnego kapitału zakładowego, ponieważ czynność ta może nastąpić do 7 dni od chwili wpisania zakładanej spółki do rejestru. 
W przypadku zdecydowania się na zawarcie umowy spółki za pomocą systemu S24, ewentualne uzupełnienie braków formalnych wniosku (które skutkuje jego zwrotem) może być niemożliwe. Natomiast w przypadku tradycyjnego zgłoszenia spółki, co do zasady wnioskodawca ma pewien czas na uzupełnienie dokumentów, które sprawia, że wniosek wywiera skutek od daty pierwotnego wniesienia. 

## Umowa spółki w systemie S24
Umowa dla spółki zakładanej za pośrednictwem systemu S24 jest ściśle powiązana z następnymi czynnościami, które są niezbędne do tego, aby został utworzony podmiot gospodarczy wraz z wpisem do Krajowego Rejestru Sądowego. Wszystkie wymagane czynności mogą zostać wykonane za pośrednictwem systemu. Formułowanie treści umowy zakładanej spółki, a także wniosku o dokonanie wpisu w KRS następuje automatycznie poprzez wypełnianie kolejno pojawiających się okien z informacjami do uzupełnienia. System S24 samodzielnie generuje wszelkie dokumenty oraz wnioski wymagane do przedłożenia w Sądzie Rejestrowym. 
Udostępnionego w systemie wzorca umowy nie można edytować. Oznacza to, że umowa spółki może być złożona tylko i wyłącznie z udostępnionych w systemie postanowień. 

## Etapy rejestracji spółki w systemie S24
1. Założenie kont wspólników w systemie S24.
2. Przygotowanie niezbędnych danych do rejestracji.
3. Wprowadzanie danych do formularza.
4. Automatyczne wygenerowanie dokumentów i wniosku.
5. Złożenie elektronicznego podpisu na dokumentach.
6. Opłacenie należności za złożenie wniosku.
7. Złożenie dokumentów do Sądu Rejestrowego.